# 多紋花花介
多紋花花介（学名：Callistocythere undulatificialis）为細花介科花花介屬下的一个种。